# 912-й истребительный авиационный полк
912-й истребительный авиационный Краснознамённый полк (912-й иап) — воинская часть Военно-воздушных сил (ВВС) Вооружённых Сил РККА, принимавшая участие в боевых действиях Великой Отечественной войны.

## Наименования полка

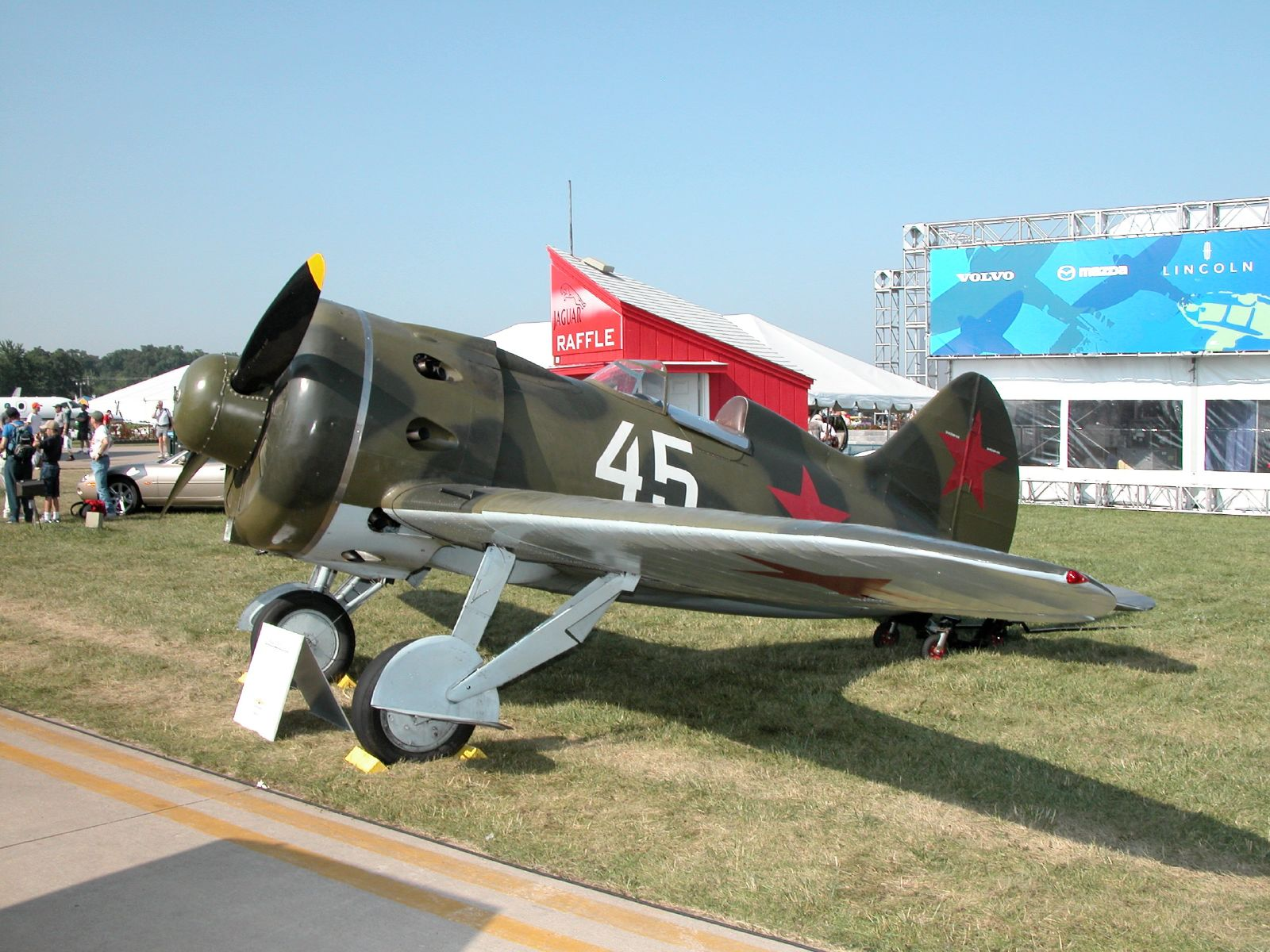
Истребителями И-16 полк был вооружён при формировании

За весь период своего существования полк изменял своё наименование:
- 912-й смешанный авиационный полк[1];
- 912-й истребительный авиационный полк[1];
- 912-й истребительный авиационный Краснознамённый полк[1][2];
- Войсковая часть (Полевая почта) 74431[1][2].

## История полка
912-й истребительный авиационный полк сформирован в период с 22 марта по 25 апреля 1943 года на основе 912-го смешанного авиаполка ВВС 15-й армии Дальневосточного фронта (Еврейская АО) по штату 015/284 на самолётах И-16 со включением в состав 253-й штурмовой авиационной дивизии 10-й воздушной армии Дальневосточного фронта.
В мае 1943 года (15.05.1943 г.) полк получил на вооружение 34 истребителя И-15бис. В марте 1944 года (12.03.1944 г.) полк получил 7 самолётов Як-7б, а в августе (04.08) — получил 3 Як-9Д. В октябре 1944 года полк переформирован по штату 015/364 (3 эскадрильи и 40 самолётов). В декабре 1944 года полк передан в состав 254-й истребительной авиационной дивизии 10-й ВА Дальневосточного фронта (на этот момент имел в боевом составе 7 Як-7б, 3 Як-9Д, 3 И-15бис, 2 По-2 и 1 Як-7В). Весной 1945 года полк полностью перевооружён истребителями Як-9. К началу войны с Японией полк имел (08.08.1945 г.) в боевом составе исправными 23 Як-9М и 16 Як-9Т.
С 09.08.1945 г. по 03.09.1945 г. полк в составе 254-й иад 10-й Воздушной армии 2-го Дальневосточного фронта принимал участие в советско-японской войне на самолётах Як-9.
Всего за период боевых действий:
| Выполнено боевых вылетов                                                                                                  | Сбито самолётов в воздухе                               |
| --- | ------------------------------------------------------- |
| 189 (по войскам противника — 4; на прикрытие войск — 26; на сопровождение — 88; на разведку — 30; на перебазирование — 41 | встреч с самолётами противника и воздушных боёв не было |

Уничтожено при атаках наземных целей (штурмовках):
| огневых точек | складов | катеров |
| ------------- | ------- | ------- |
| 2             | 1       | 1       |

Свои потери (небоевые):
| Потеряно самолётов, всего | Погибло лётчиков всего |
| ------------------------- | ---------------------- |
| нет                       | нет                    |

### Командир полка

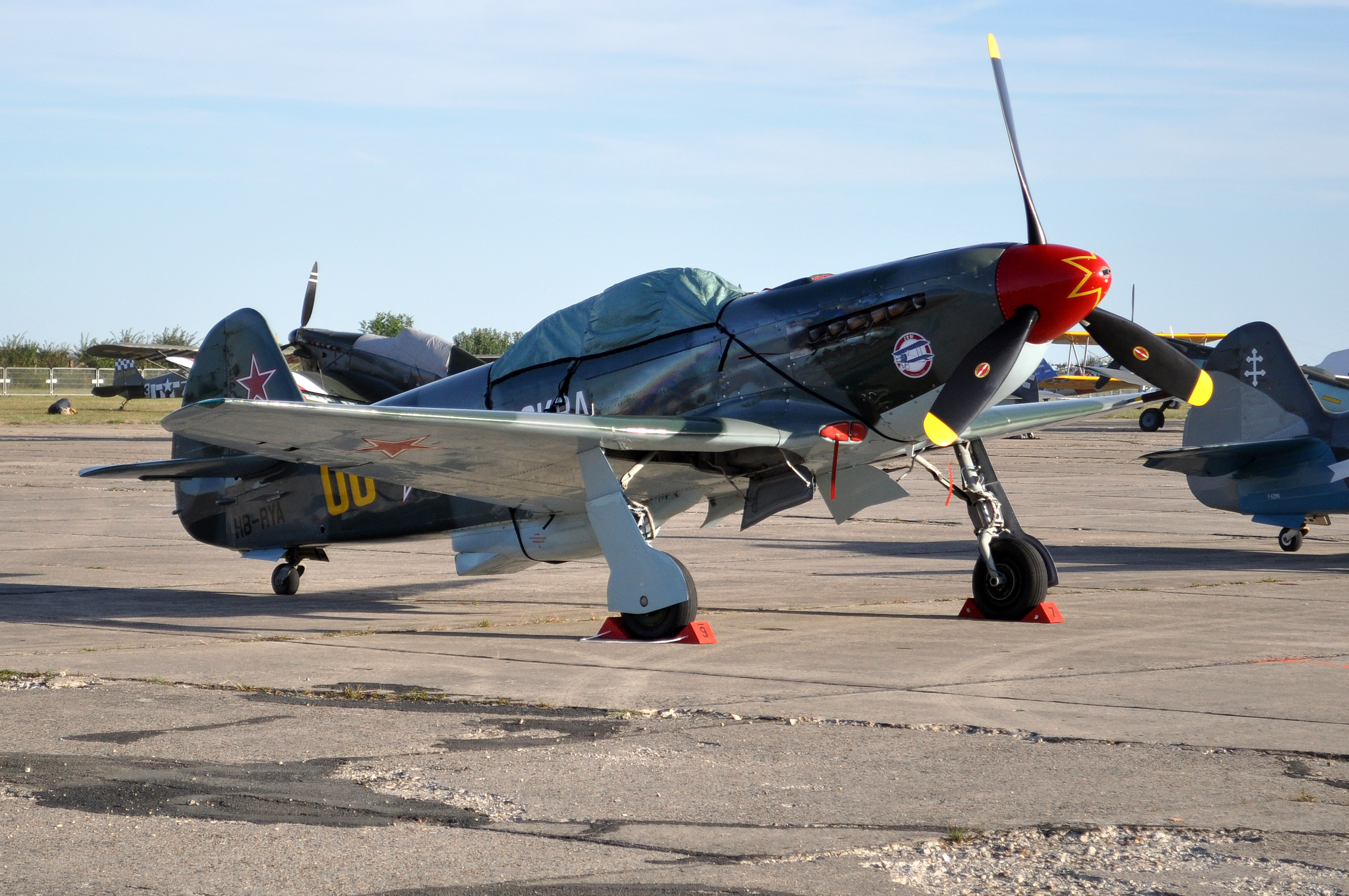
На истребителях Як-9 полк воевал в Советско-японской войне

майор Гезенко Александр Васильевич, с 22.03.1943 г. по 19.08.1946 г.

## Награды
912-й истребительный авиационный полк Приказом Народного комиссара обороны СССР № 0164 от 28 сентября на основании Указа Президиума Верховного Совета СССР от 14 сентября 1945 года за образцовое выполнение заданий командования в боях с японскими войсками на Дальнем Востоке при форсировании рек Амур и Уссури, овладении городами Цзямусы, Мэргень, Бэйаньчжэнь, южной половиной острова Сахалин, а также островами Сюмусю и Парамушир из группы Курильских островов и проявленные при этом доблесть и мужество награждён орденом Красного Знамени.

## Послевоенная история полка
В составе 254-й иад 9 сентября 1945 года включён в боевой состав 12-й воздушной армии Забайкальско-Амурского военного округа.
В связи с сокращением ВВС 16 марта 1947 года полк был расформирован в составе 254-й иад на аэродроме Возжаевка в Амурской области, личный состав и материальная часть переданы в 300-й, 301-й и 302-й иап дивизии (директива ГШ ВС СССР № орг/1/470236 от 24.02.1947 г.; приказ Командующего 12 ВА № орг/0074 от 10.03.1947 г.).

## Благодарности Верховного Главнокомандования
Воинам полка в составе дивизии объявлены благодарности Верховного Главнокомандующего:
- За отличные боевые действия в боях с японцами на Дальнем Востоке и овладение городами Цзямусы, Мэргэнь, Бэйаньчжэнь, Гирин, Дайрэн, Жэхэ, Мишань, Мукден, Порт-Артур, Харбин, Цицикар, Чанчунь, Яньцзи[4].

## Базирование
- Гаровка, Хабаровский край, с ноября 1945 года по июль 1946 года;
- Куйбышевка-Восточная, Амурская область, с июля 1946 года по апрель 1947 года.